# WOW (航空連合)

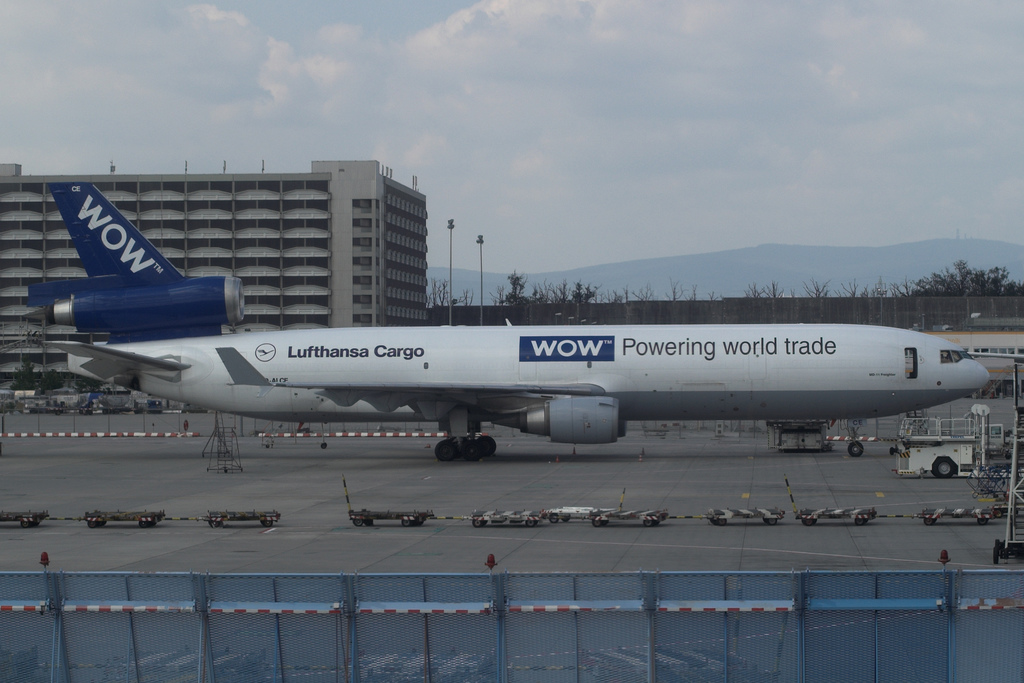
Lufthansa Cargo MD-11F

WOWは、2000年7月4日に結成された、貨物を対象にした航空連合である。

## 歴史
- 2000年 - SASカーゴ・グループ、ルフトハンザ・カーゴ、シンガポール航空カーゴによってWOWが設立される。
- 2002年 - JALカーゴが加盟。
- 2009年 - ルフトハンザ・カーゴが脱退。
- 2010年 - JALカーゴが脱退（貨物事業一時終了のため）。